# Nordstraße (Bremerhaven)

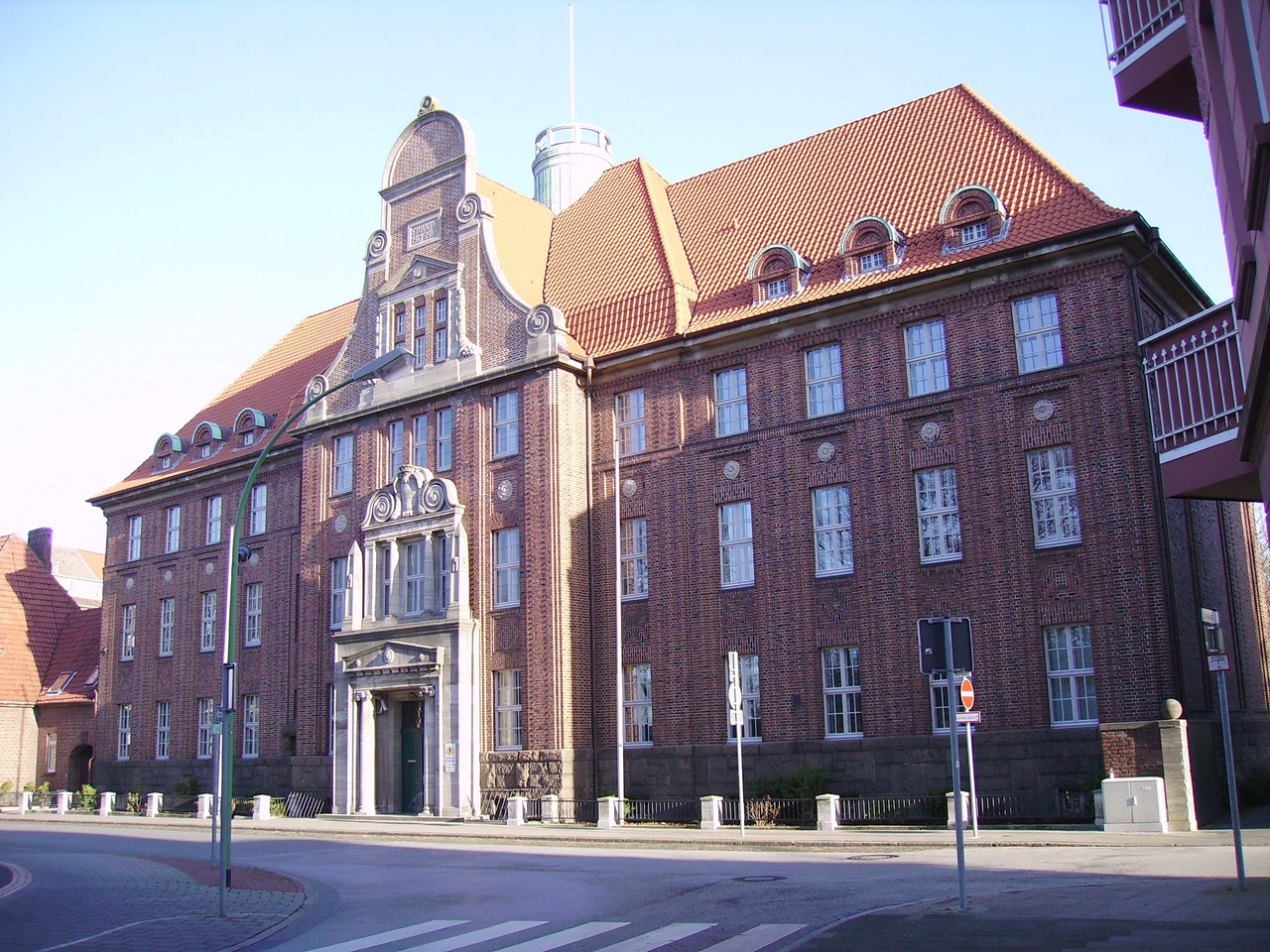
Amtsgericht von 1916

Die Nordstraße  ist eine zentrale Erschließungs- und Durchgangsstraße in Bremerhaven, Stadtteil Lehe, Ortsteil Klushof. Sie führt im Zickzack in Süd-Nord- bzw. West-Ost-Richtung von der Krüselstraße bis zur Wurster Straße; der Lange Straße und dem Platz Flötenkiel.
Die Querstraßen und die Anschlussstraßen wurden benannt u. a. als Krüselstraße (bildet Kreuz – Niederdeutsch Krüsel – mit der Langen Straße), Brookstraße, Gaußstraße nach dem Mathematiker, Astronom, Geodät und Physiker (1777–1855), Bernhard-Krause-Straße (verdienter Leher Bürger), Nonnenstraße, Karlsbader Straße nach der Stadt in Böhmen, Torgauer Straße nach der Stadt in Sachsen, Spadener Straße nach dem Nachbarort Spaden, Wurster Straße nach der friesischen Region Land Wursten, Lange Straße nach der für den Flecken Lehe damals langen Wegeverbindung und Flötenkiel nach der Flötenform (Mundstück: Kiel = Keil) der spitz zulaufenden Straßen; ansonsten siehe beim Link zu den Straßen.

## Geschichte

### Name
Die Nordstraße (Benennung 1904) wurde nach ihrer Lage in Lehe benannt. Sie entlastet die Lange Straße.

### Entwicklung
Der Klushof oder die Klause (veraltet für eine Gaststätte) bei der Heiligen-Kreuz-Kapelle von 1477 der Leher Dionysiuskirche entwickelte sich als Ortsteil westlich von Alt-Lehe ab dem späten 19. Jahrhundert, als nach der Gründung Bremerhavens Lehes Aufstieg vom Flecken zur Stadt (1920) begann. Bis 1916 entstand das preußische Gerichtsgebäude, heute das Amtsgericht Bremerhaven. Die Post und die Sparkasse richteten Filialen in der Straße ein, die nach 2000 so wie viele Läden schlossen.

### Verkehr
Die Nordstraße ist in Lehe eine wichtige Durchgangsstraße.
Bereits 1898 war das Gleis für die Pferdebahn durch die Straße verlegt. Seit 1908 gab es die Straßenbahnlinie 2 (früher Rot), die ab Depot Lehe zum Bahnhof Geestemünde führte. Diese Linie wurde 1919 ab Bahnhof Langen und 1927 ab Park Friedrichsruh in Langen verlängert, dann 1958 verkürzt bis zur Stadtgrenze Langen und 1982 auf Omnibusbetrieb umgestellt. Die Bahn fuhr stadtauswärts von der Hafenstraße durch die enge Lange Straße nur eingleisig und stadteinwärts vom Flötenkiel eingleisig auf der Nordstraße via Leher Markt zur Hafenstraße. Zeitweise fuhren auch die Straßenbahnlinien 1, 3, 5 und 6 durch die Nordstraße.
Im Nahverkehr von BremerhavenBus wird die Straße von den Linien 502, 504, 505, 506, 507, 508, 509 und ML durchfahren.

## Gebäude und Anlagen
Die Straße hat überwiegend eine drei bis viergeschossige Bebauung.
Erwähnenswerte Gebäude und Anlagen
- Nr. 1 bis 3: Drei 4-gesch. Wohnhäuser von um 1910
- Nr. 10: 3-gesch., neobarockes, dreiflügeliges Gerichtsgebäude von 1916 mit prächtigen Mittelrisalit und Nr. 12 als 2-gesch. Anbau mit Gerichtsgefängnis nach Plänen des preußischen Regierungsbaumeisters Wilhelm Trautwein; seit 1947 Amtsgericht Bremerhaven[4]
- Gaußstraße Nr. 1–11a Ecke Nordstraße: 4- bis 8-gesch. rotsteinverblendete Wohnhäuser der 1980/90er Jahre
- Nr. 27 bis 31: 3- und 4-gesch. erhaltene Wohnhäuser aus den 1910er Jahren
- 33/37: 4-gesch. Wohnhäuser mit Satteldächern von nach 1960
- Nr. 24 bis 36: 4-gesch. Wohnhäuser. teils von um 1920
- Bernhard-Krause-Straße Nr. 5 Ecke Nordstraße: 4-gesch. Wohnhaus
- Nonnenstraße Nr. 8 Ecke Nordstraße: 2-gesch. älteres Wohnhaus mit der Initiative Jugendhilfe Bremerhaven
- Nr. 45: 1-gesch. älteres Giebelhaus von um 1905 (?)
- Nr. 67/69:[5] 4. gesch. Wohnhaus mit Staffelgeschoss von 2018/19 nach Plänen von Lutz Padberg; früher Standort eines 1-gesch. Einkaufsmarktes sowie der Sparkasse
- Nr. 79 bis 85 Vier 4-gesch. ältere Wohn- und Geschäftshäuser von um 1910 mit u. a. der Apotheke am Flötenkiel (Nr. 85)
- Nr. 80: 4-gesch. Atlantic Hotel am Flötenkiel